# Гублюкучуково
Гублюкучу́ково (рос. Гублюкучуково, башк. Гөблөкөсөк) — село у складі Дюртюлинського району Башкортостану, Росія. Входить до складу Такарліковської сільської ради.
Населення — 392 особи (2010; 376 у 2002).
Національний склад:
- татари — 58 %
- башкири — 39 %

У селі народився повний кавалер ордена Трудової Слави Ханова Разіфа Саліхівна (1948).